# Wilhelmus Luxemburg
Wilhelmus Anthonius Josephus Luxemburg (11 de abril de 1929 – 2 de octubre de 2018) fue un matemático estadounidense de origen neerlandés, que fue profesor de matemáticas en el Instituto Tecnológico de California.
Recibió la licenciatura en la Universidad de Leiden en 1950 y su doctorado en la Universidad Técnica de Delft en 1955. Fue profesor ayudante en Caltech entre 1958 y 1960; profesor asociado entre 1960 y 1962; Profesor netre 1962 y 2000 y profesor emérito a partir de 2000. Fue Oficial ejecutivo de Matemáticas entre 1970 y 1985. En 2012 se convirtió en miembro de la American Mathematical Society. Luxemburg fue miembro de la Real Academia de Artes y Ciencias de los Países Bajos en 1974.
Luxemburg contribuyó al desarrollo del análisis no estándar al popularizar la construcción de números hiperreales en la década de 1960. Aunque Edwin Hewitt había mostrado la construcción en 1948, la formalización del análisis no estándar se asocia generalmente con Abraham Robinson.
Otro trabajo notable fue en la teoría del espacio de Riesz (espacios vectoriales parcialmente ordenados donde la estructura del orden es un retículo).

## Publicaciones selecionadas
- 1955: Banach function spaces. Thesis, Technische Hogeschool te Delft, 1955.
- 1969: "A general theory of monads", en Applications of Model Theory to Algebra, Analysis, and Probability (Internat. Sympos., Pasadena, Calif., 1967) pp. 18–86 Holt, Rinehart and Winston
- 1971: (with Zaanen, A. C.) Riesz Spaces. Vol. I. North-Holland Mathematical Library. North-Holland Publishing Co., Amsterdam-London; American Elsevier Publishing Co., New York.
- 1976: (con Stroyan, K. D.) Introduction to the Theory of Infinitesimals. Pure and Applied Mathematics, No. 72. Academic Press
- 1978: (con Schep, A. R.) "A Radon-Nikodym type theorem for positive operators and a dual", Nederl. Akad. Wetensch. Indag. Math. 40, no. 3, 357–375.
- 1979: Some Aspects of the Theory of Riesz Spaces, University of Arkansas Lecture Notes in Mathematics, 4. University of Arkansas, Fayetteville, Ark.